# ゴッド・セイヴ・アス
「ゴッド・セイヴ・アス」（英語: God Save Us）は、1971年にジョン・レノン率いるプラスティック・オノ・バンドが「エラスティック・オズ・バンド（英語:  Elastic Oz Band ）」という変名で発表した楽曲、ならびに同曲を収録したシングルである。
なお、A面の「ゴッド・セイヴ・アス」は当時アップルに所属していたビル・エリオットがボーカルを取っており、レーベル面のクレジットは「ビル・エリオット・アンド・エラスティック・オズ・バンド」となっている。

## 概要
1970年8月、イギリスのアンダーグラウンド雑誌『オズ』が「わいせつ雑誌の出版」で訴追を受けた。訴訟費用を捻出するために設立された支援グループ「Friends Of Oz」のメンバーだったジャーナリストのスタン・デミジュクは、面識のあったレノンに協力を依頼した。レノンはオノ・ヨーコ、リンゴ・スターとともに支援することに同意した。レノンとオノはオズの編集者や支援者にアスコットの自宅敷地内のロッジを提供するとともに、抗議デモにも参加した。さらにレノンは曲を書いてシングルとして発売し、その収益をすべてオズに寄付することに同意した。
1971年4月13日にレノンが即興で歌詞をつけながらアコースティック・ギターとスティーヴ・ブレンデルのコンガで「ゴッド・セイヴ・オズ」のデモが録音された。
4日後の4月17日、アスコットのスタジオでこの曲の正式なレコーディング・セッションが行われ、レノンやスター、クラウス・フォアマンのほか、オズの編集者や支援者が数名参加した。リード・ボーカルは「マジック・マイケル」ラムスデンなる人物が担当し、一応完成した。
ところが、レノンは『イマジン』のレコーディング・セッション直前に録音し直すことを決め、5月22日にアスコットのスタジオでクラウス・フォアマン、ニッキー・ホプキンス、ジム・ケルトナーと、3人のサックス奏者を起用して再録音を行なった。シングルB面の「ドゥ・ジ・オズ」も同時に録音された。
今回のリード・ボーカルはレノンだったが、契約上の理由でそのままリリースすることは出来なかったので、6月16日にマル・エヴァンズが連れてきたビル・エリオットと、オノのボーカルをオーバーダビングした。その際、アメリカでは『オズ』の認知度が低かったため、レノンは題名と歌詞が理解されないと考え直し、「ゴッド・セイヴ・オズ」から「ゴッド・セイヴ・アス」に変更した。
1971年7月にアップル・レコードからシングルとして発売されたが、レノンの関与は宣伝されなかったこともあり、イギリス、アメリカのどちらでもチャート・インすることはなかった。
2010年にアップル・レコードの作品がリマスタリングされて再リリースされた際に、コンピレーション・アルバム『ベスト・オブ・アップル・レコード』に収録された。
なお、1998年リリースされたボックスセット『ジョン・レノン・アンソロジー』とハイライト・コレクション『ウォンサポナタイム』にレノンのボーカル・ヴァージョンである「ゴッド・セイヴ・オズ」が収録された。また、2018年にリリースされた『イマジン：アルティメット・コレクション』には、デモやアウトテイクを含む「ゴッド・セイヴ・アス」の様々なバージョンが収録された。

## 収録曲
| #         | タイトル                              | 作詞・作曲                   | リード・ボーカル | 時間 |
| --------- | ------------------------------------- | ---------------------------- | ---------------- | ---- |
| 1.        | 「ゴッド・セイヴ・アス」(God Save Us) | ジョン・レノン、オノ・ヨーコ | ビル・エリオット | 3:20 |
| 2.        | 「ドゥ・ジ・オズ」(Do The Oz)         | ジョン・レノン、オノ・ヨーコ | ジョン・レノン   | 3:11 |
| 合計時間: | 合計時間:                             | 合計時間:                    | 合計時間:        | 6:31 |

## 参加ミュージシャン
- ビル・エリオット - ボーカル（#1）
- ジョン・レノン - ボーカル（#2）、エレクトリック・ギター
- クラウス・フォアマン - ベース・ギター
- ニッキー・ホプキンス - ピアノ
- フィル・ケンジー - テナー・サックス
- ジェフ・ドリスコル - テナー・サックス
- デイヴ・コックスヒル - バリトン・サックス
- ジム・ケルトナー - ドラムス
- オノ・ヨーコ - ボーカル

## 収録アルバム
- ジョン・レノン・アンソロジー -  John Lennon Anthology（1998）「God Save Oz」（#1のレノンのボーカル・ヴァージョン）「Do The Oz」（オリジナル・ヴァージョン）
- ウォンサポナタイム - Wonsaponatime（1998）「God Save Oz」（#1のレノンのボーカル・ヴァージョン）
- ベスト・オブ・アップル・レコード -  Come and Get It: The Best of Apple Records（2010）「God Save Us」（オリジナル・ヴァージョン）
- イマジン：アルティメット・コレクション - Imagine: The Ultimate Collection（2018）「God Save Us」「Do The Oz」（オリジナル・ヴァージョン）「God Save Oz」（#1のデモ・ヴァージョン）他